# Mongoliet ved sommer-OL 2024
Mongoliet deltog i sommer-OL 2024 i Paris, Frankrig fra 26. juli til 11. august 2024.
Mongoliet vandt én sølvmedalje.

## Medaljer
| 2024 Paris | Guld | Sølv | Bronze | Total |
| Mongoliet  | 0    | 1    | 0      | 1     |

### Medaljevinderne
| Mongoliet under sommer-OL 2024 i Paris | Mongoliet under sommer-OL 2024 i Paris | Mongoliet under sommer-OL 2024 i Paris | Mongoliet under sommer-OL 2024 i Paris | Mongoliet under sommer-OL 2024 i Paris |
| Medalje                                | Navn                                   | Sport                                  | Event                                  | Dato                                   |
| -------------------------------------- | -------------------------------------- | -------------------------------------- | -------------------------------------- | -------------------------------------- |
| Sølv                                   | Bavuudorjiin Baasankhüü                | Judo                                   | Damernes 48 kg                         | 27. juli                               |